# Grisslan
För andra betydelser, se Grisslan (olika betydelser).
Grisslan är ett fiskeläge i Själevads socken, i Örnsköldsviks kommun, beläget i sundet mellan Vågön och Grisselön i Bottenhavet. Ofta används namnet Grisslan även för de båda öarna, som på grund av landhöjningen är på väg att ”växa ihop”.

## Historia
Fiskeläget anlades på 1500-talet av Gävlefiskarna, som fick fiskeprivilegier i området 1547. Innan dess behovsfiskade bönderna i området runt öarna. Gävlefiskarna uppförde Grisslans kapell på 1600-talet. Fiskeläget skattlades 1714. År 1737 var detta den största Gävlebohamnen längs Norrlandskusten. Ännu 1828 var Gävlefiskarna tämligen ensamma på ön, som då arrenderades av Norrvåge byamän. Under den senare delen av 1800-talet lämnade Gävlefiskarna Grisslan och lokala fiskare tog över. På 1930-talet fanns här sex fiskare bofasta året runt, sommartid dubbelt så många.
1927 fick fiskesamhället telefon, egen skola 1942 och elektricitet 1951. Numera har ön endast sommarboende.
I maj 2002 drabbades ön av en svår brand, men återuppbyggnaden påbörjades snabbt och husen liknar de ursprungliga. Fiskekapellet klarade sig undan branden.

## Öar
Förutom Vågön och Grisselön, som i vardagligt tal är Grisslan, finns ett antal mindre öar runt Grisslan:
- Vågöholmen
- Musklippan
- Långbordsbådan
- Långbordet
- Lillklippan
- Högklippan
- Gråflasorna
- Sörklubben
- Grisselsundshälla
- Nörklubben
- Kråkbådan

## Övrigt
Det välbevarade fiskeläget är ett populärt utflyktsmål för båtfolk och turister. Det finns en gästbrygga för ett fåtal båtar, man kan också lägga till vid berget där det finns ringar i berget.